# Lamotte-Beuvron
Lamotte-Beuvron – miejscowość i gmina we Francji, w Regionie Centralnym, w departamencie Loir-et-Cher.
Według danych na rok 1990 gminę zamieszkiwało 4247 osób, a gęstość zaludnienia wynosiła 182 osoby/km² (wśród 1842 gmin Centre, Lamotte-Beuvron plasuje się na 78. miejscu pod względem liczby ludności, natomiast pod względem powierzchni na miejscu 550.).